# 크리스 피릴로

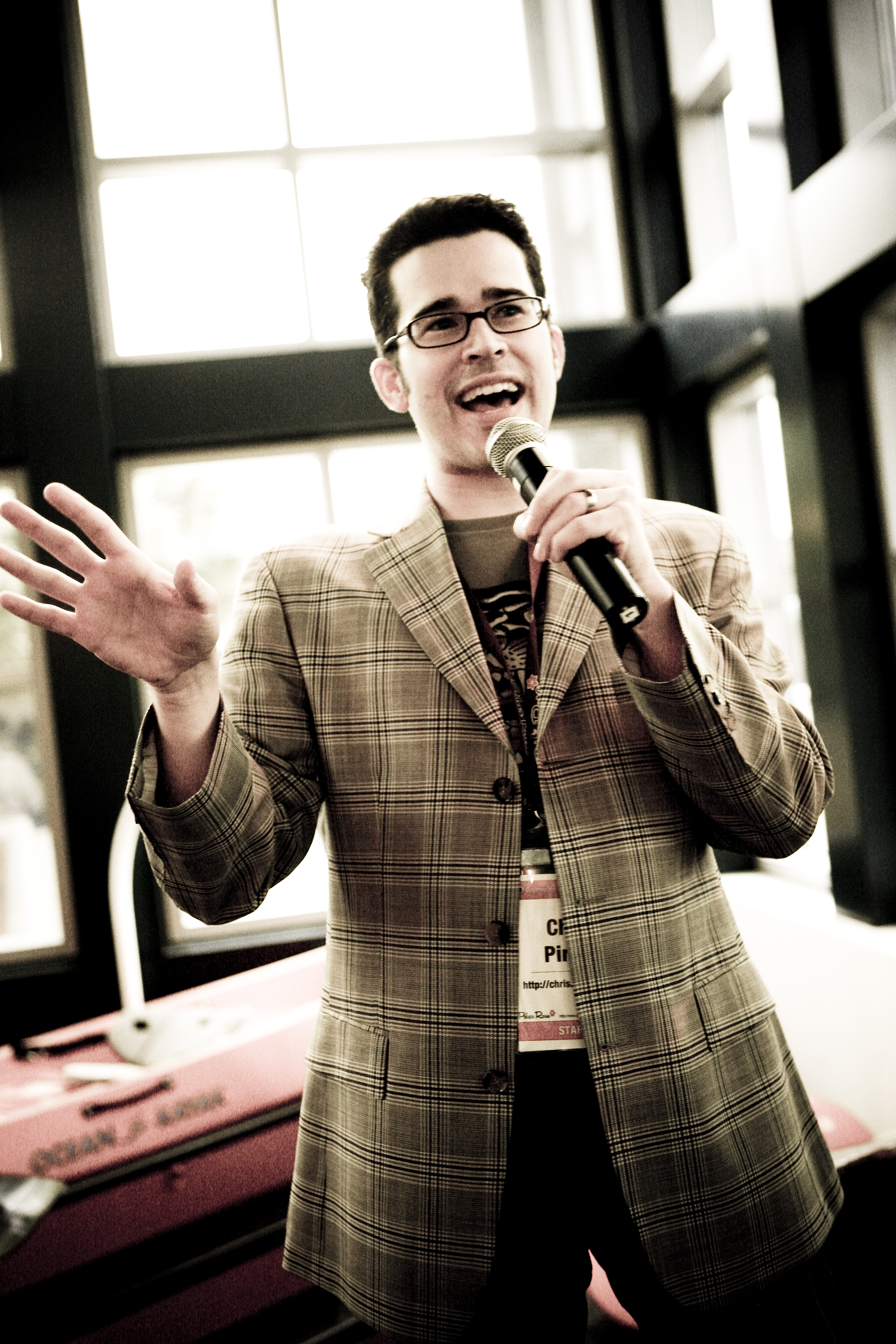
2007년 그놈덱스에서 연설 중인 피릴로

크리스토퍼 조지프 피릴로(Christopher Joseph Pirillo, 1973년 7월 26일~ )는 블로그, 웹 포럼, 메일링 리스트, 온라인 커뮤니티를 담당하는 로커그놈(LockerGnome)사의 설립자이다.